# Chi Gọng vó
Drosera là một chi thực vật ăn thịt thuộc họ Droseraceae, có ít nhất là 194 loài. nhiều loài có kích thước và hình dáng khác nhau nhiều, có thể được tìm thấy là bản địa của nhiều lục địa trừ Châu Nam Cực.

## Các loài

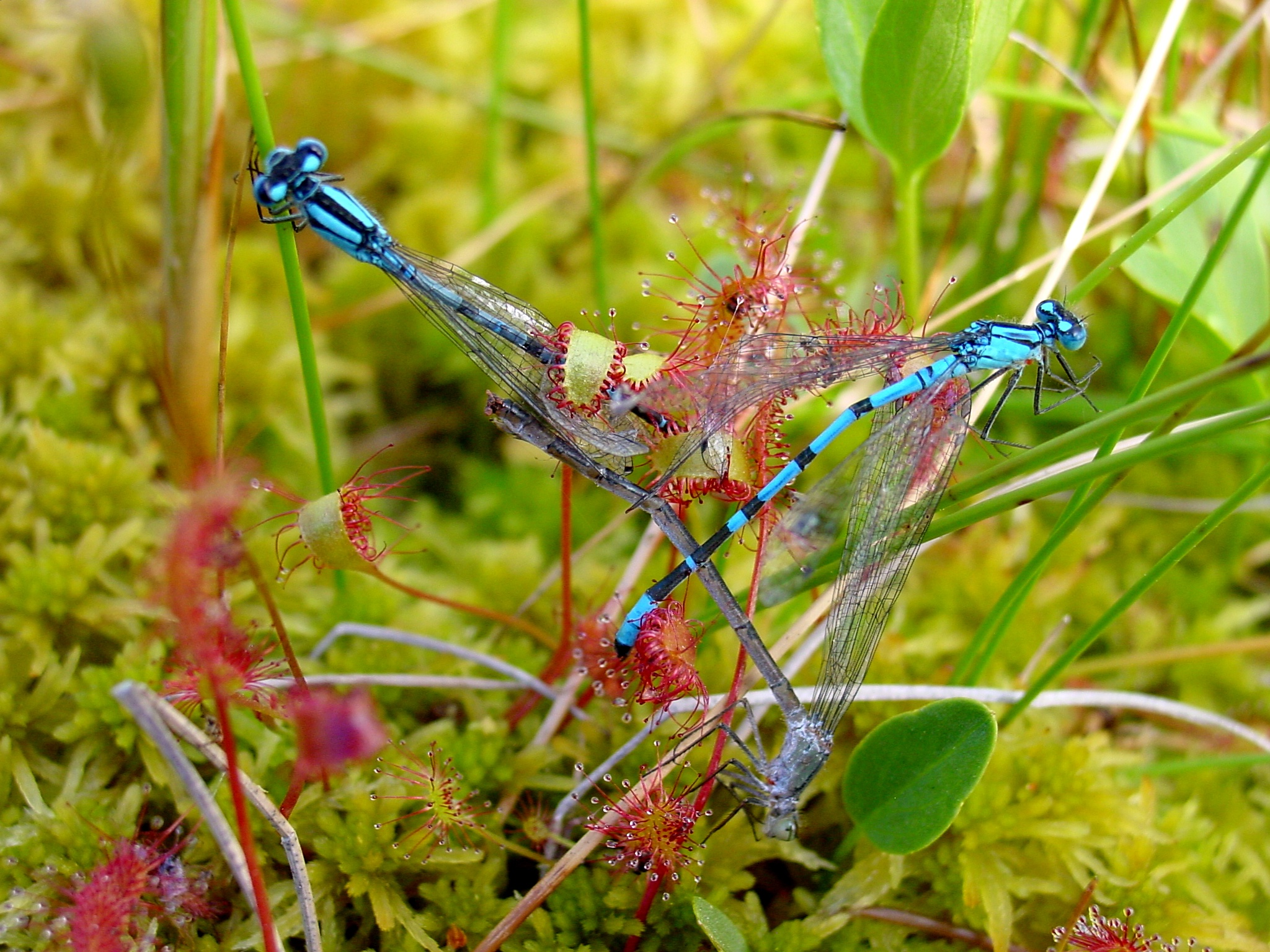
Hoa gọng vó và hai con chuồn chuồn

- Drosera aberrans
- Drosera acaulis
- Drosera adelae
- Drosera affinis.
- Drosera afra
- Drosera alba
- Drosera aliciae
- Drosera allantostigma
- Drosera andersoniana
- Drosera androsacea
- Drosera anglica
- Drosera arcturi
- Drosera arenicola
- Drosera banksii
- Drosera barbigera
- Drosera bequaertii
- Drosera biflora
- Drosera binata
- Drosera brevicornis
- Drosera brevifolia
- Drosera broomensis
- Drosera browniana
- Drosera bulbigena
- Drosera bulbosa
- Drosera burkeana
- Drosera burmannii
- Drosera caduca
- Drosera callistos
- Drosera camporupestris
- Drosera capensis
- Drosera capillaris
- Drosera cayennensis
- Drosera cendeensis
- Drosera chrysolepis
- Drosera cistiflora
- Drosera citrina
- Drosera closterostigma
- Drosera coccipetala
- Drosera collinsiae
- Drosera colombiana
- Drosera communis
- Drosera cuneifolia
- Drosera darwinensis
- Drosera derbyensis
- Drosera dichrosepala
- Drosera dielsiana
- Drosera dilatatopetiolaris
- Drosera echinoblastus
- Drosera elongata
- Drosera eneabba
- Drosera erythrogyne
- Drosera erythrorhiza
- Drosera esmeraldae
- Drosera falconeri
- Drosera felix
- Drosera ferruginea
- Drosera filiformis
- Drosera fimbriata
- Drosera fulva
- Drosera gibsonii
- Drosera gigantea
- Drosera glabripes
- Drosera glanduligera
- Drosera graminifolia
- Drosera graniticola
- Drosera grantsaui
- Drosera graomogolensis
- Drosera grievei
- Drosera hamiltonii
- Drosera hartmeyerorum
- Drosera helodes
- Drosera heterophylla
- Drosera hilaris
- Drosera hirtella
- Drosera hirticalyx
- Drosera huegelii
- Drosera humbertii
- Drosera hybrida
- Drosera hyperostigma
- Drosera incisa
- Drosera indica
- Drosera insolita
- Drosera intermedia
- Drosera intricata
- Drosera kaieteurensis
- Drosera katangensis
- Drosera kenneallyi
- Drosera kihlmanii
- Drosera lasiantha
- Drosera leucoblasta
- Drosera leucostigma
- Drosera linearis
- Drosera liniflora
- Drosera lowriei
- Drosera macrantha
- Drosera macrophylla
- Drosera madagascariensis
- Drosera mannii
- Drosera marchantii
- Drosera menziesii
- Drosera meristocaulis
- Drosera microphylla
- Drosera miniata
- Drosera modesta
- Drosera montana
- Drosera monticola
- Drosera moorei
- Drosera myriantha
- Drosera natalensis
- Drosera neesii
- Drosera neocaledonica
- Drosera nidiformis
- Drosera nitidula
- Drosera oblanceolata
- Drosera obovata
- Drosera occidentalis
- Drosera orbiculata
- Drosera ordensis
- Drosera oreopodion
- Drosera paleacea
- Drosera pallida
- Drosera panamensis
- Drosera paradoxa
- Drosera parvula
- Drosera patens
- Drosera pauciflora
- Drosera pedicellaris
- Drosera peltata
- Drosera peruensis
- Drosera petiolaris
- Drosera pilosa
- Drosera platypoda
- Drosera platystigma
- Drosera praefolia
- Drosera prolifera
- Drosera prostrata
- Drosera prostratoscaposa
- Drosera pulchella
- Drosera pycnoblasta
- Drosera pygmaea
- Drosera radicans
- Drosera ramellosa
- Drosera ramentacea
- Drosera rechingeri
- Drosera regia
- Drosera roraimae
- Drosera rosulata
- Drosera rotundifolia
- Drosera rubrifolia
- Drosera rupicola
- Drosera salina
- Drosera schizandra
- Drosera schmutzii
- Drosera scorpioides
- Drosera sessilifolia
- Drosera sewelliae
- Drosera sidjamesii
- Drosera slackii
- Drosera solaris
- Drosera spatulata
- Drosera spilos
- Drosera stenopetala
- Drosera stolonifera
- Drosera stricticaulis
- Drosera subhirtella
- Drosera subtilis
- Drosera sulphurea
- Drosera superrotundifolio-longifolia
- Drosera tentaculata
- Drosera trinervia
- Drosera tubaestylis
- Drosera umbellata
- Drosera uniflora
- Drosera walyunga
- Drosera whittakeri
- Drosera villosa
- Drosera viridis
- Drosera zigzagia
- Drosera zonaria